# 大丞
大丞（たいじょう）は、明治初期の官職名のひとつである。奏任官があてられる。
親任官である卿（大臣）、勅任官の大輔、少輔に続く省内の第四位にあたる。以下、少丞、六等出仕、七等出仕、大録、八等出仕、権大録、九等出仕、中録、十等出仕、権中録、十一等出仕、少録、十二等出仕、権少録、十三等出仕、十四等出仕、十五等出仕と続く。

## 出仕と録と属
出仕は明治政府共通の位階の意味合いが強く、録はそれぞれの省内部での立場・官職に限定された呼称である。官員録によれば「出仕」の等級によりなれる「録」の等級が定められており月給もそれに準じていた。また、上等給・下等給の補足が入ることもある。
属は録が改編され位階とは分離されてできた等級と考えるとわかりやすい。官員録には1等から10等まで規定がある。
現代的に言うと地方公務員が属で出仕は国家公務員である。